# 노란머리난쟁이도마뱀붙이
옐로우헤드 드워프 게코(yellow-headed dwarf gecko), 드워프 옐로우헤드 게코(dwarf yellow-headed gecko)라 불리는 노란머리난쟁이도마뱀붙이(Lygodactylus luteopicturatus)는 케냐 남부, 소말리아(어쩌면 도입종일지도), 탄자니아 동부, 잔지바르의 바위로 덮인 지역에서 발견되는 난쟁이도마뱀붙이류의 소형종이다. 90mm까지 자랄 수 있지만, 평균적으로는 꼬리까지 80mm, 항문까지는 39mm 정도이다. 꼬리의 길이는 주둥이에서 항문까지의 길이(SVL, Snout-Vent Length)와 거의 같다.

## 아종
모식아종을 포함하여 두 개의 아종이 등록되어있다:
- L. l. zanzibaritis 파스퇴르, 1964
- L. l. luteopicturatus 파스퇴르, 1964